# Fernand Barek
Fernand Barek, né le 4 mai 1942 à Roche-la-Molière, est un footballeur français qui évoluait au poste d'ailier droit.

## Carrière

### AS Saint-Étienne
Sa carrière professionnelle s'arrête le 3 septembre 1966 à la suite de la fracture d'une jambe lors d'un Saint-Étienne - Bordeaux, à la suite d'un accrochage avec Didier Couécou, joueur des Girondins de Bordeaux et international français .
Il met près de 3 ans à revenir dans le football. À son retour, il signe au FC Gueugnon .

### FC Gueugnon
Il participe à 11 saisons avec le FC Gueugnon, club avec lequel il prend part à 327 matchs.
Il remporte lors de la saison 1978-1979 la Division 2. Il ne monte cependant pas en 1re division car le club refuse de passer professionnel.
Il prend sa retraite de joueur le 1er juillet 1980.

## Statistiques
| Saison                | Club                  | Championnat           | Championnat | Championnat | Coupe(s) nationale(s) | Coupe(s) nationale(s) | Total | Total |
| Saison                | Club                  | Division              | M.          | B.          | M.                    | B.                    | M.    | B.    |
| 1964-1965             | AS Saint-Étienne      | 1                     | 2           | 0           | -                     | -                     | 2     | 0     |
| 1965-1966             | AS Saint-Étienne      | 1                     | 22          | 0           | -                     | -                     | 22    | 0     |
| 1966-1967             | AS Saint-Étienne      | 1                     | 4           | 0           | -                     | -                     | 4     | 0     |
| 1969-1970             | FC Gueugnon           | 2                     | 0           | 0           | 2                     | 0                     | 2     | 0     |
| 1970-1971             | FC Gueugnon           | 2                     | 29          | 0           | 1                     | 0                     | 30    | 0     |
| 1971-1972             | FC Gueugnon           | 2                     | 29          | 0           | 1                     | 0                     | 30    | 0     |
| 1972-1973             | FC Gueugnon           | 2                     | 33          | 0           | 2                     | 0                     | 35    | 0     |
| 1973-1974             | FC Gueugnon           | 2                     | 34          | 0           | 1                     | 0                     | 35    | 0     |
| 1974-1975             | FC Gueugnon           | 2                     | 30          | 0           | 1                     | 0                     | 31    | 0     |
| 1975-1976             | FC Gueugnon           | 2                     | 34          | 0           | 0                     | 0                     | 34    | 0     |
| 1976-1977             | FC Gueugnon           | 2                     | 33          | 0           | 7                     | 0                     | 40    | 0     |
| 1977-1978             | FC Gueugnon           | 2                     | 28          | 0           | 0                     | 0                     | 28    | 0     |
| 1978-1979             | FC Gueugnon           | 2                     | 33          | 0           | 9                     | 0                     | 42    | 0     |
| 1979-1980             | FC Gueugnon           | 2                     | 20          | 0           | 0                     | 0                     | 20    | 0     |
| Total sur la carrière | Total sur la carrière | Total sur la carrière | 331         | 0           | 24                    | 0                     | 355   | 0     |